# D Double E
D Double E, pseudonimo di Darren Jason Dixon (Forest Gate, 19 gennaio 1980), è un rapper britannico di origini giamaicane.

## Biografia
D Double E ha visto il suo primo ingresso nella Official Albums Chart col primo LP Jackuum (2018), entrato in 61ª posizione. È poi uscito Double or Nothing, secondo album in studio, costituito da dodici tracce.
Nel novembre 2023 è avvenuta la pubblicazione del suo terzo EP, dal titolo No Reign, No Flowers.

## Discografia

### Album in studio
- 2018 – Jackuum
- 2020 – Double or Nothing

### EP
- 2011 – Bluku! Bluku!
- 2022 – Bluku! Bluku! EP 2
- 2023 – No Reign, No Flowers (con TenBillion Dreams)

### Singoli
- 2010 – Street Fighter Riddim
- 2011 – Bluku! Bluku! (feat. Dizzee Rascal)
- 2012 – Pumpin' It Out
- 2014 – Wolly
- 2014 – Lovely Jubbly
- 2015 – Can't Come Back
- 2015 – Like This
- 2016 – Grim Reaper
- 2017 – How I Like It
- 2017 – Shenanigans
- 2017 – Better than the Rest (feat. Wiley)
- 2018 – Nang (feat. Skepta)
- 2018 – Back Then
- 2019 – Freestyle (con Tom Zanetti)
- 2019 – What (con Littlez e i Smoke Boys)
- 2019 – Take It Back (con Swindle e Kiko Bun)
- 2019 – Original Format (con Watch the Ride feat. DJ Die & Dismantle & DieMantle & DJ Randall)
- 2019 – Top Boy (con Asher D e Big Tobz feat. P Money)
- 2019 – Where Do We Come From? (feat. Ghetts)
- 2019 – Fresh n Clean (Silence the Critics)
- 2020 – It's Who (con Kenny Allstar e Lewi White)
- 2020 – Lockdown (feat. Triggz)
- 2020 – Frontline
- 2020 – Tell Me a Ting (con Kano)
- 2020 – Don (con Skepta)
- 2021 – Daily Duppy
- 2021 – Variation (con Big Zuu)
- 2021 – Like Who (con i Splurgeboys feat. Kadey James)
- 2021 – Near You (feat. Chronik & Triggz)
- 2021 – Old School Flex (con Jords e Izzy Bizu)
- 2021 – Selecta (con Danny Byrd)
- 2021 – Mafia Ting
- 2021 – G's Only (feat. Chip)
- 2022 – Real OG's (con Diesle D-Power)
- 2022 – Together (con Manga Saint Hilare)
- 2022 – Merry Christmas
- 2023 – 04:59 (con Songer)
- 2023 – Wagwarn Mumsy (con P Money e Jme feat. Frisco)
- 2023 – Ghetto Love Story (con TenBillion Dreams)
- 2024 – Tekken 8 (The Anthem) (con Fumez the Engineer)
- 2024 – Lyrics Galore
- 2024 – Energy Gang (con Sir Spyro)
- 2024 – Raw! (con Watch the Ride feat. Scorpio MC)

### Collaborazioni
- 2018 – Heater (Bru-C feat. D Double E)